# Veurne

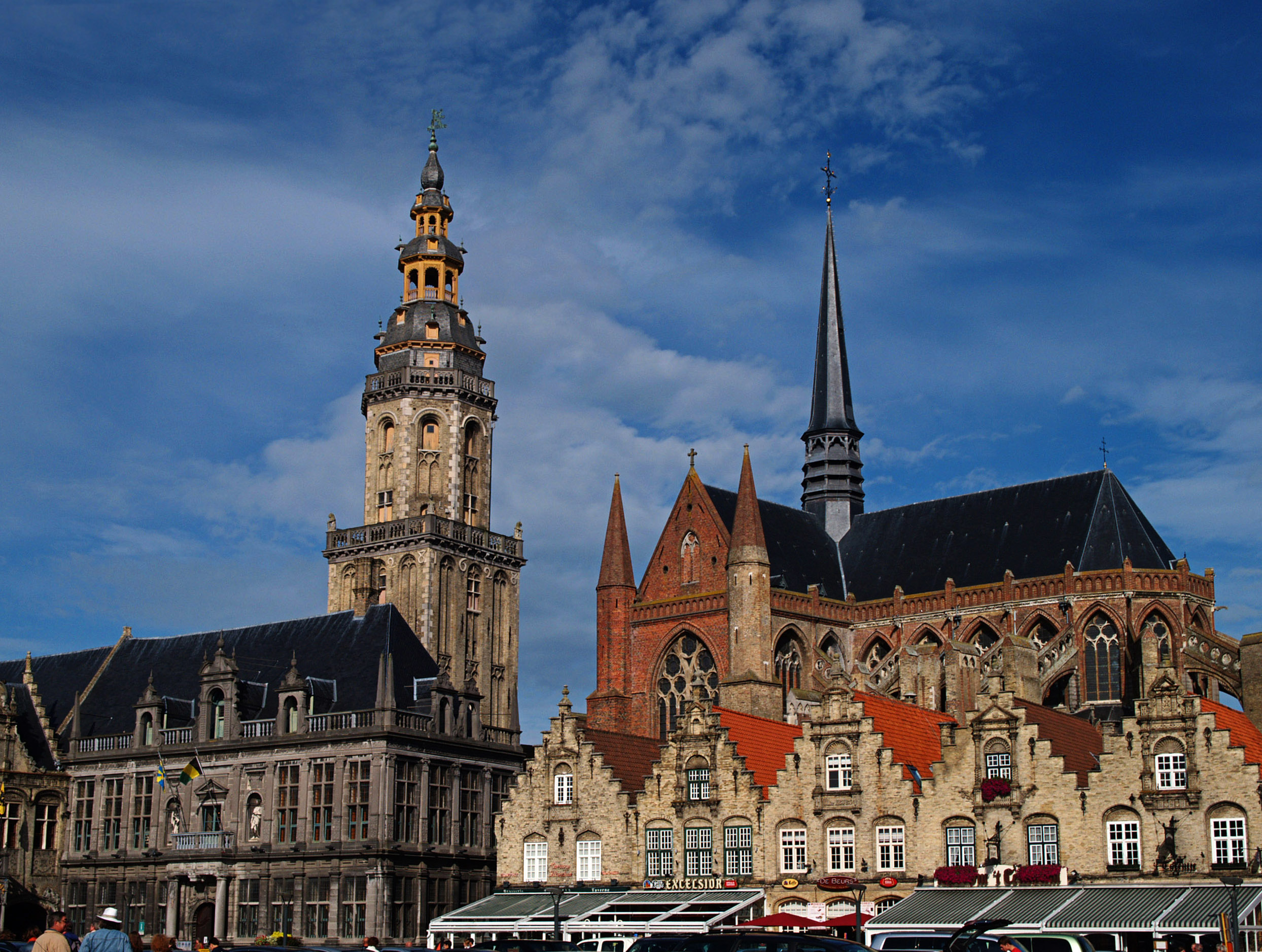
Praça do Mercado, em Veurne.

Veurne (em francês Furnes) é um município da província belga da província de Flandres Ocidental. Compreende a cidade de Veurne e ainda as povoações de Avekapelle, Booitshoeke, Bulskamp, De Moeren, Eggewaartskapelle, Houtem, Steenkerke, Vinkem, Wulveringem e Zoutenaaie. Veurne é capital do distrito homónimo. Em 1 de Julho de 2006, o município tinha 11.851 habitantes, uma superfície de 96, 34 km² e uma densidade populacional de 123 habitantes/km².

## Monumentos

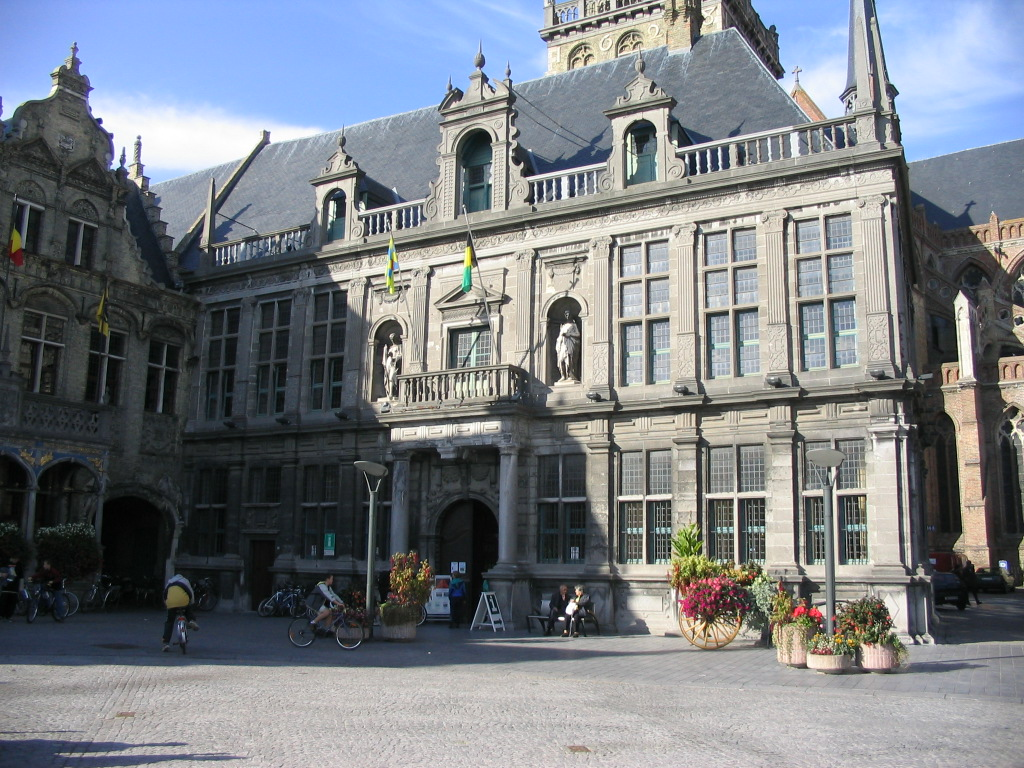
Edifício da Câmara municipal / prefeitura de Veurne.

- Vários edifícios do estilo renascentista, entre eles temos o edifício da câmara municipal/prefeitura da cidade e o sino da torre, ambos reconhecidos pelas UNESCO como locais de Património Mundial da Humanidade em 1999.
- A igreja de Santa Walburga dos inícios do estilo gótico.
- A igreja de  Saint Nicolas, o Pavilhão Espanhol e o velho mercado de carne.
- O castelo de Beauvoorde nos arredores da cidade.

## Folclore
A procissão anual chamada Boeteprocessie (procissão dos penitentes) tem lugar todos os anos no último domingo de Julho.  Este evento inclui o carregamento da cruz, penitentes com capuz e outros grupos participantes que recriam a Paixão de Cristo

## Vila e povoações
O município compreende 11 deelgemeentes. Veurne é a principal centro populacional, com o maior número de habitantes. As outras povoações são pequenas localidades rurais, algumas muito pouco povoadas: Avekapelle, Booitshoeke, Bulskamp, De Moeren, Eggewaartskapelle, Houtem, Steenkerke, Vinkem, Wulveringem e Zoutenaaie.
| #    | Nome              | Superfície km² | População (10 de abril de 2006) |
| ---- | ----------------- | -------------- | ------------------------------- |
| I    | Veurne            | 22,67          | 8.489                           |
| II   | Booitshoeke       | 3,35           | 98                              |
| III  | Avekapelle        | 4,58           | 370                             |
| IV   | Zoutenaaie        | 2,07           | 17                              |
| V    | Eggewaartskapelle | 4,90           | 180                             |
| VI   | Steenkerke        | 11,79          | 446                             |
| VII  | Bulskamp          | 8,03           | 692                             |
| VIII | Wulveringem       | 9,37           | 351                             |
| IX   | Vinkem            | 5,27           | 362                             |
| X    | Houtem            | 12,71          | 702                             |
| XI   | De Moeren         | 11,58          | 124                             |

Fonte: Página oficial do município
Veurne faz fronteira com as seguintes localidades e municípios:
| - a. Adinkerke (De Panne) - b. Koksijde (Koksijde) - c. Wulpen (Koksijde) - d. Ramskapelle (Nieuwpoort) - e. Pervijze (Diksmuide) - f. Lampernisse (Diksmuide) - g. Alveringem (Alveringem) |

| - h. Oeren (Alveringem) - i. Izenberge (Alveringem) - j. Leisele (Alveringem) - k. Hondschoote (França) - l. Les Moëres (França) - m. Ghyvelde (França) |

### Mapa

Veurne, vilas e cidades vizinhas. As áreras amareladas são urbanas.

## Celebridades de Veurne
- Will Tura, cantor, músico. compositor, nasceu em Veurne.
- Paul Delvaux, pintor surrealista , que viveu em Veurne, mais de 20 anos, tendo aí falecido.

## Cidade-gémea
- Alemanha: Rösrath